# Désert Salvador Dalí
Le désert Salvador Dalí ou simplement Dalí est un désert bolivien situé dans le département de Potosí dans la réserve nationale de faune andine Eduardo Avaroa au sud du salar de Chalviri. Ce désert couvre une superficie de 110 km2.
Il doit son appellation à ses crêtes montagneuses arides et à ses vastes étendues de cailloutis aux tons ocre clair, parsemées de rochers isolés, qui évoquent curieusement les paysages que le peintre Salvador Dalí a fait figurer en arrière-plan d'un grand nombre de ses compositions.

## Photographies

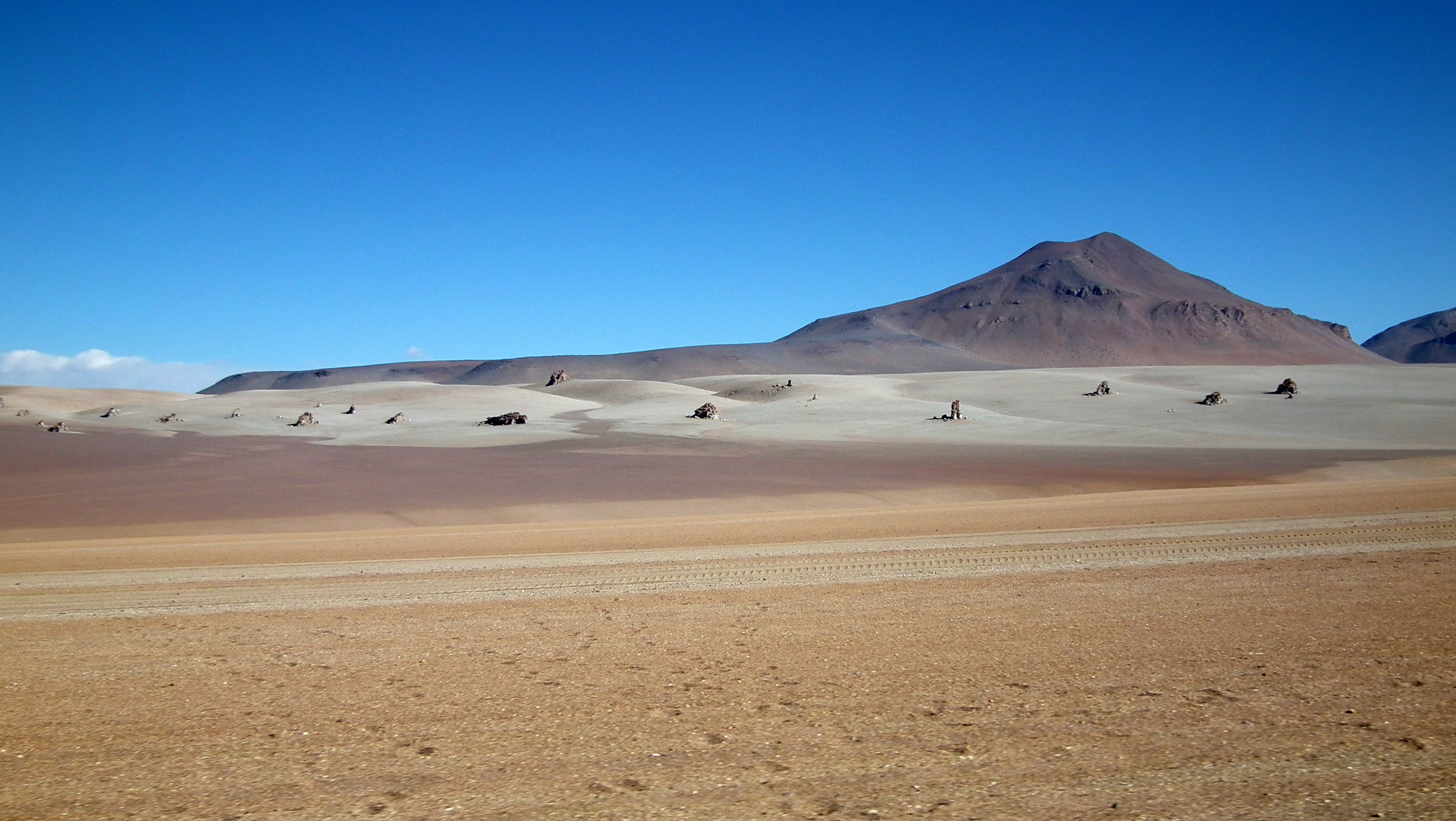
Vue du désert Salvador Dalí avec des rochers typiques